# Bisporella lactea
Bisporella lactea är en svampart som först beskrevs av Pier Andrea Saccardo, och fick sitt nu gällande namn av Stadelman 1979. Bisporella lactea ingår i släktet gulskålar, ordningen disksvampar, klassen Leotiomycetes, divisionen sporsäcksvampar och riket svampar.   Inga underarter finns listade i Catalogue of Life.